# Allison Tranquilli
Allison Petra Cook-Tranquilli (nacida el 12 de agosto de 1972 en Melbourne, Australia) es una exjugadora de baloncesto australiana. Consiguió 4 medallas en competiciones internacionales con Australia.